# Jeffery Taylor
Pour les articles homonymes, voir Taylor.
Jeffery "Jeff" Taylor, né le 23 mai 1989, à Norrköping, en Suède, est un joueur américano-suédois de basket-ball. Il évolue aux postes d'arrière et d'ailier.

## Biographie
En 2012, il est drafté à la 31e position par les Hornets de Charlotte.
À l'été 2015, Taylor rejoint le Real Madrid. Il quitte le Real en juillet 2022 et est le deuxième joueur non-espagnol ayant disputé le plus de rencontre avec le club madrilène avec 463 matches (derrière Jaycee Carroll),.

## Records personnels et distinctions
Les records personnels de Jeffery Taylor, officiellement recensés par la NBA sont 
| Type de statistique        | Saison régulière | Saison régulière                          | Saison régulière                  |
| Type de statistique        | Record           | Adversaire                                | Date                              |
| -------------------------- | ---------------- | ----------------------------------------- | --------------------------------- |
| Points                     | 20               | @ Bulls de Chicago 76ers de Philadelphie  | 18 novembre 2013 6 décembre 2013  |
| Paniers marqués            | 9                | @ Bulls de Chicago                        | 18 novembre 2013                  |
| Paniers tentés             | 18               | @ Bulls de Chicago                        | 18 novembre 2013                  |
| Paniers à 3 points réussis | 4                | Hawks d'Atlanta                           | 23 novembre 2012                  |
| Paniers à 3 points tentés  | 7                | 76ers de Philadelphie                     | 6 décembre 2013                   |
| Lancers francs réussis     | 4                | 8 fois                                    |                                   |
| Lancers francs tentés      | 7                | @ Pelicans de La Nouvelle-Orléans         | 2 novembre 2013                   |
| Rebonds offensifs          | 3                | 6 fois                                    |                                   |
| Rebonds défensifs          | 6                | Hawks d'Atlanta                           | 11 novembre 2013                  |
| Rebonds totaux             | 8                | @ Nuggets de Denver 76ers de Philadelphie | 22 décembre 2012 6 décembre 2013  |
| Passes décisives           | 4                | 3 fois                                    |                                   |
| Interceptions              | 4                | @ Thunder d'Oklahoma City                 | 26 novembre 2012                  |
| Contres                    | 2                | Mavericks de Dallas Nuggets de Denver     | 10 novembre 2012 23 février 2013  |
| Balles perdues             | 4                | Nuggets de Denver @ Heat de Miami         | 23 février 2013 1er décembre 2013 |
| Minutes jouées             | 39               | Knicks de New York                        | 5 décembre 2012                   |

- Double-double : aucun (au terme de la saison 2014/2015)
- Triple-double : aucun.

## Vie privée
Le 26 septembre 2014, il est suspendu provisoirement par les Hornets en raison d'une enquête sur des éventuels cas de violences conjugales.